# 生活大爆炸 (第八季)
《生活大爆炸》（第八季）是哥伦比亚广播公司發行的美国情景喜剧，於2014年9月22日星期一首映1小時，在10月30日第七集起改回到之前的星期四時段。本季於2015年5月7日結束。在2014年3月12日，CBS宣布《生活大爆炸》續訂三年，其將續播至2016-17年度，總共十季。
在第67屆黃金時段艾美獎頒獎典禮上，马伊姆·拜力克憑藉《舞會的等價（The Prom Equivalency）》一集獲得黃金時段艾美獎喜劇類影集最佳女配角獎提名，克莉絲汀·巴倫絲基則憑藉《母體的燃燒（The Maternal Combustion）》一集獲得黃金時段艾美獎喜劇類影集最佳客串女演員提名。
卡羅爾·安·蘇西，聲音出演從未露面的和路威茲夫人，於2014年11月11日因癌症去世，享年62歲。在本季2015年2月19日的《漫畫書店的再生（The Comic Book Store Regeneration）》一集中，侯活·和路威茲接到一個電話，說他的母親在佛羅里達探親時去世了。劇組為紀念卡羅爾，把她的照片貼在劇中里安納和薛爾登公寓的雪櫃上。

## 概述
潘妮和里安納在將近一年後終於決定前往拉斯維加斯結婚。霍華德的母親去世後，霍華德和伯納黛特搬進了她的房子，而斯圖爾特也一起住。薛爾登和艾米在結尾暫時分開了，他們不確定如何處理他們之間的關係。雷傑似乎希望與艾蜜莉提出分手。

## 角色
| - 约翰尼·盖尔克奇 飾演 里安納·荷夫斯特博士 - 吉姆·帕森斯 飾演 薛爾登·高栢博士 - 凯莉·库柯 飾演 潘妮 - 西蒙·黑尔贝格 飾演 霍华德·沃洛维兹 - 昆瑙·纳亚尔 飾演 雷傑·高化波里博士 - 马伊姆·拜力克 飾演 艾米·法拉·福勒博士 - 梅丽莎·劳奇 飾演 伯納黛特·羅斯坦考斯基博士 - 凱文·薩斯曼 飾演 斯圖爾特·布魯姆 - 比利·鮑伯·松頓 飾演 奧利弗·洛維斯博士 - 勒瓦爾·伯頓 飾演 他自己 - 内森·菲利安 飾演 他自己 - 凯文·史密斯 飾演 他自己（畫外音） | - 卡羅爾·安·蘇西 飾演 和路威茲夫人 - 蕾吉娜·金 飾演 珍妮·戴維斯 - 邁克爾·馬西莫諾 飾演 他自己 - 勞拉·斯賓塞 飾演 艾蜜莉·斯威尼醫生 - 約翰·羅斯·博維 飾演 巴里·克里普克博士 - 布萊恩·喬治 飾演 V.M.高化波里博士 - 愛麗絲·阿姆特 飾演 高化波里夫人 - 威尔·惠顿 飾演 他自己 - 蘿莉·麥凱佛 飾演 瑪麗·高栢 - 克莉絲汀·巴倫絲基 飾演 貝弗利·荷夫斯特博士 - 史蒂芬·霍金 飾演 他自己 | - 斯蒂芬·魯特 飾演 丹 - 卡拉·路易斯（Kara Luiz） 飾演 珍妮 - 保羅·威爾遜（Paul Wilson） 飾演 夏普教授 - 安吉拉·雷盧西奧（Angela Relucio） 飾演 女招待 - 馬克斯·阿德勒 飾演 喪屍 - 泰特·艾靈頓 飾演 米切爾 - 馬特·貝內特 飾演 喬什 - 薩拉·埃里克森 飾演 格溫 - 凱莉·高斯 飾演 切爾西 |

## 剧集
| 總集數 | 集數 （季） | 標題                                             | 導演          | 編劇 | 首播日期       | 製作 代碼 | 美國收視人數 （百萬） |
| --- | ----------- | ------------------------------------------------ | ------------- | --- | -------------- | --------- | --------------------- |
| 160 | 1           | 運動的中斷 The Locomotion Interruption           | 马克·森卓斯基 | 故事：占·雷諾茲（Jim Reynolds）、瑪麗亞·法拉利（Maria Ferrari） 塔拉·埃爾南德斯（Tara Hernandez） 劇本：史蒂文·莫拉羅、史蒂夫·霍蘭德、埃里克·卡普兰 | 2014年9月22日  | 4X6751    | 18.08                 |
| 離開帕薩迪納45天後，薛爾登在亞利桑那州金曼的一個火車站，他的所有財產（和褲子）都被偷了。他打電話給里安納來接他，里安納帶著艾米一起去。艾米很傷心，因為薛爾登沒有通知她就離開了，而且他打電話給里安納尋求幫助而不是她。薛爾登對艾米也來很不高興，並說沒有打電話給她是因為他不好意思承認自己無法做到；艾米說會接受他並不完美。薛爾登認為他的旅行很值得，因為這讓他準備好應對變化，但他一看到潘妮的新髮型，就立即走出了公寓。伯納黛特讓潘妮得到在她的製藥公司擔任銷售員的面試機會，然而潘妮對此非常緊張，因為她沒有銷售經驗。潘妮在面試中表現很糟糕，但她與面試官都很恐懼伯納黛特而聯繫起來，她最終得到了這份工作。儘管霍華德的母親已經康復，霍華德和雷傑發現斯圖爾特仍然和她住在一起，這讓霍華德非常不安。 標題出處: 薛爾登的火車歷險因財物被偷而中斷。 |             |                                                  |               | |                |           |                       |
| 161 | 2           | 助理教授的解決方案 The Junior Professor Solution | 马克·森卓斯基 | 故事：史蒂文·莫拉羅、艾力·卡普蘭、史提夫·霍蘭德 劇本：占·雷諾茲、瑪麗亞·法拉利、塔拉·埃爾南德斯                                                     | 2014年9月22日  | 4X6752    | 18.30                 |
| 薛爾登被要求成為一名助理教授並教授一門課，以換取他能夠研究任何有興趣的領域；因為他的名聲所以沒有人報名參加他的課，他很不高興。霍華德決定上薛爾登的課以攻讀博士學位，但薛爾登集中於霍華德不理解的物理領域以羞辱他。霍華德以糟糕的學生行為反擊，並向薛爾登的嘴裡發射了一個口水球，導致薛爾登向人力資源部投訴他。退課後，霍華德出題問薛爾登工程問題，他回答了大部分問題，在回答最後一題時，他終於把霍華德的口水球吐了出来。男孩們最終通過互相提問，並互相誇獎來和解。與此同時，伯納黛特認為潘妮應該開始學習她的製藥銷售工作，但潘妮想要等待培訓的時候才開始學習，這導致她們的關係緊張。艾米喜歡在中間假裝同意她們兩個，這樣她就可以花時間和每個人單獨相處，並通過談論另一人的壞處來感覺到受歡迎。艾米的好時光非常短暫，因為潘妮接受伯納黛特的建議並互相道歉，艾米偷聽到她們和解，並驚慌地逃走了。 標題出處: 讓薛爾登繼續在大學工作的解決方案是成為一名助理教授。 |             |                                                  |               | |                |           |                       |
| 162 | 3           | 開球的不足之處 The First Pitch Insufficiency     | 马克·森卓斯基 | 故事：查克·洛尔、占·雷諾茲 安東尼·德爾·布羅科洛（Anthony Del Broccolo） 劇本：史蒂文·莫拉羅、史提夫·霍蘭德、瑪麗亞·法拉利                           | 2014年9月29日  | 4X6753    | 18.44                 |
| 霍華德作為太空人被邀請在安那罕洛杉磯天使隊的棒球比賽中開球，以慶祝太空日。儘管已經不停練習，他還是無法投到本壘板。在比賽中，霍華德決定使用原型火星车來“投”（傳遞）球，但火星車在草地上移動得太慢了，以至於霍華德被觀眾和看台上的朋友們噓了。早些時候，里安納和潘妮在一家酒吧與薛爾登和艾米雙重約會，薛爾登提及他和艾米在一項用於衡量伴侶兼容的科學測試中獲得了8.2分（滿分10分），說“薛米”（薛爾登與艾米）的關係相比里安納和潘妮的關係“更強”，里安納和潘妮感到困惑。里安納想嘗試測試，但潘妮拒絕了，她擔心他們即使訂婚了也沒有任何共同之處。里安納承認他也有這種恐懼，但表示這只會加強他的決心，讓他們能夠共同面對困難。里安納的承諾讓潘妮感動得不知所措，而艾米希望薛爾登能對她說這樣浪漫的話。薛爾登告訴她，他們的測試分數這麼高，她應該已經很開心了。 標題出處: 霍華德的運動能力不足以在洛杉磯天使隊的棒球比賽中開球。 |             |                                                  |               | |                |           |                       |
| 163 | 4           | 勾搭的回響 The Hook-Up Reverberation             | 马克·森卓斯基 | 故事：史提夫·霍蘭德、瑪麗亞·法拉利、塔拉·埃爾南德斯 劇本：史蒂文·莫拉羅、艾力·卡普蘭、占·雷諾茲                                                     | 2014年10月6日  | 4X6754    | 17.94                 |
| 里安納和潘妮終於與雷傑的女友艾蜜莉見面，但潘妮覺得艾蜜莉不喜歡她。艾蜜莉同意讓潘妮向她練習推銷藥品；然而，艾蜜莉卻在過程中無視了她的推銷。艾蜜莉承認她對潘妮之前與雷傑勾搭感到不滿。雷傑為她們安排了碰面，艾蜜莉為自己的粗魯道歉；然而，見面結束後，她們還是討厭彼此。由於斯圖爾特沒有獲得足夠的保險金來重開他的漫畫書店，男孩們決定以部分所有者的身份對其進行投資。潘妮想知道里安納為什麼要與她討論財務問題，而艾米和伯納黛特則不情願地同意了投資。原來霍華德的母親已經把錢給了斯圖爾特，並用霍華德曾經的愛稱“布布拉”來稱呼斯圖爾特，這讓霍華德很不高興。最後，男孩們很失望，因為他們沒有“一個舒適的家可以坐下來閱讀漫畫書”，儘管這就是他們一直在里安納和薛爾登的公寓裡做的事情。 標題出處: 艾蜜莉對雷傑和潘妮在第4季結局中“睡在一起”的反應。 |             |                                                  |               | |                |           |                       |
| 164 | 5           | 專注的衰減 The Focus Attenuation                 | 马克·森卓斯基 | 故事：占·雷諾茲、瑪麗亞·法拉利 亞當·法伯曼（Adam Faberman） 劇本：史蒂文·莫拉羅、艾力·卡普蘭、史提夫·霍蘭德                                         | 2014年10月13日 | 4X6755    | 17.63                 |
| 薛爾登聲稱男孩們最近沒有發明任何重要的東西，是因為被他們的女朋友分心了，所以他們計劃了一個腦力震盪的週末。女孩們利用空閒時間去拉斯维加斯。回顧以前的腦力震盪會議，男孩們發現他們每一個想法都只是關於機器人女友。接下來，他們嘗試研究《回到未來II》的盤旋板，但他們一直在分心，里安納感覺到很大的挫敗感。後來在里安納的實驗室裡，他們進一步被互聯網分散了注意力，最終回到家裡和里安納一起看《捉鬼敢死隊》。與此同時在維加斯，女孩們正要出門，但潘妮的老闆突然給她做一些工作，伯納黛特和艾米離開並喝醉了。當她們回到房間時，發現潘妮還在工作，便想帶她去一家脫衣舞俱樂部，艾米和伯納黛特在那裡玩得很開心，而潘妮則繼續在房間工作。第二天早上，完成工作後放鬆的潘妮前往游泳池，伯納黛特和艾米正在宿醉，潘妮打開窗簾用窗外的陽光使她們刺眼，作為昨晚的報復。 標題出處: 由於男孩們的伴侶，他們對工作的專注度減弱。 |             |                                                  |               | |                |           |                       |
| 165 | 6           | 探險的近似值 The Expedition Approximation        | 马克·森卓斯基 | 故事：史蒂文·莫拉羅、戴夫·格奇（Dave Goetsch） 塔拉·埃爾南德斯 劇本：占·雷諾茲、史提夫·霍蘭德、瑪麗亞·法拉利                                        | 2014年10月20日 | 4X6756    | 18.02                 |
| 潘妮得到一輛公司的車後，她賣掉了里安納幾個月前給她的那輛，並把錢還了給他。這困擾著里安納，並導致了兩人之間的衝突。他們後來與霍華德和伯納黛特共進晚餐，就婚姻和財務問題尋求他們的建議，但這反過來又導致伯納黛特和霍華德之間就金錢問題發生爭執，因為伯納黛特的收入比霍華德多。里安納和潘妮決定以發生在他們身上的事，作為他們婚姻中不該做的事的一個例子，然後把錢鋪在床上並做愛；而伯納黛特和霍華德最終也和好了。與此同時，雷傑和薛爾登有機會參與在鹽礦中進行的實驗來研究暗物质。為了測試自己，他們爬進了大學地下室一個炎熱得使人汗流浹背的蒸汽管道隧道，而艾米在地上等著。薛爾登要與多種恐懼症作鬥爭，包括對封閉場所的恐懼。他還透露擔心自己的新研究會像弦理論那樣失敗。雷傑通過講述他第一次離開印度時的恐懼來安慰薛爾登。當有老鼠出現時，驚慌失措的薛爾登迅速拋棄了雷傑，雷傑後來責備薛爾登把他留在那裡。結果他們的鹽礦探險模擬持續了11分鐘，比艾米的估計要長。 標題出處: 雷傑和薛爾登通過爬入蒸汽管道隧道模擬在鹽礦工作。 |             |                                                  |               | |                |           |                       |
| 166 | 7           | 誤解的躁動 The Misinterpretation Agitation       | 马克·森卓斯基 | 故事：查克·洛爾、艾力·卡普蘭、占·雷諾茲 劇本：史蒂文·莫拉羅、史提夫·霍蘭德、瑪麗亞·法拉利                                                           | 2014年10月30日 | 4X6758    | 18.25                 |
| 薛爾登遇到了中年的奧利華·洛維斯博士，洛維斯終於找到曾經與他調情的藥品銷售代表——潘妮。里安納向洛維斯解釋說潘妮是自己的未婚妻，所以他帶著悲傷的表情走開了，因為他意識到潘妮只是為了銷售而與他調情。薛爾登邀請洛維斯進去公寓喝熱飲（薛爾登需要為傷心的人提供熱飲）。潘妮得知此事後，要求里安納請洛維斯離開，因為她不能在工作以外的時間與客戶交流。洛維斯原來是一位名人專用的泌尿專家，他邀請男孩們去看他大量的科幻紀念品收藏。早些時候，伯納黛特告訴女孩們，她被雜誌選為五十位最美麗的科學家之一。該雜誌取消了這篇文章，因為艾米寫了一封抱怨這篇文章的電子郵件，認為該雜誌不會寫關於英俊男性科學家的文章，並且物化女性。伯納黛特聲稱艾米嫉妒，因為她無法表現出自己的魅力，導致受傷的艾米惱怒。在薛爾登取笑潘妮和里安納的關係注定要失敗後，洛維斯將他們鎖在地下室以再次追求潘妮，但在樓梯上，他遇到了艾米並愛上了她，這讓潘妮感到困惑。當洛維斯透露他將男孩們鎖在地下室時，潘妮指責他的行為，因為他表現得令人毛骨悚然，並告訴他不要追求所有對他好的女人。當里安納意識到他們被關在裡面並打電話給潘妮時，她和艾米敦促洛維斯把男孩們放出來；洛維斯遇到想向艾米道歉的伯納黛特，也愛上了她。女孩們去到洛維斯家，卻發現男孩們忙著玩《大金剛》，沒注意到她們。為了打發時間，洛維斯繼續向女孩們展示他的紀念品。 標題出處: 潘妮的調情導致洛維斯博士誤解了她對他有興趣，然後激怒了女孩們。 |             |                                                  |               | |                |           |                       |
| 167 | 8           | 舞會的等價 The Prom Equivalency                  | 马克·森卓斯基 | 故事：占·雷諾茲、史提夫·霍蘭德 傑里米·豪（Jeremy Howe） 劇本：史蒂文·莫拉羅、艾力·卡普蘭、瑪麗亞·法拉利                                             | 2014年11月6日  | 4X6757    | 18.56                 |
| 在找到潘妮的舊舞會禮服後，女孩們決定在公寓屋頂舉辦新的舞會。薛爾登對他認為艾米會期待的舞會後的交配活動很擔心，並在看到艾米有多漂亮後恐慌發作。艾米向薛爾登保證他不會有壓力，但她確實希望他們有一天會變得親密。薛爾登突然說他愛她，這讓艾米大吃一驚，然後她也開始恐慌發作。霍華德很不高興，因為他認為斯圖爾特會帶他的母親來舞會。斯圖爾特原來是帶霍華德的堂表姐珍妮來，這讓霍華德感到難堪（霍華德曾提及他失去了童貞給他的堂表姐珍妮）。霍華德在豪華轎車裡指責斯圖爾特與他家人的關係，而艾蜜莉透露她喜歡黑暗版本的童話故事，這讓伯納黛特感到不安。黛比（霍華德母親）的嫉妒電話讓斯圖爾特在舞會上拋棄了珍妮。儘管沒有音樂播放，里安納和潘妮仍然浪漫地一起跳舞。他們承認如果昔日在舞會上相遇，他們可能不會接近對方並跳舞，但他們現在在一起很開心。 標題出處: 艾米和伯納黛特決定在屋頂上重辦高中畢業舞會，因為她們昔日的高中畢業舞會沒有美好回憶。 |             |                                                  |               | |                |           |                       |
| 168 | 9           | 中隔的彎曲 The Septum Deviation                  | 安東尼·里奇   | 故事：史蒂文·莫拉羅、比爾·普拉迪、瑪麗亞·法拉利 劇本：艾力·卡普蘭、史提夫·霍蘭德、塔拉·埃爾南德斯                                                   | 2014年11月13日 | 4X6759    | 16.90                 |
| 里安納披露他需要在一周內進行鼻中隔彎曲手術。震驚的薛爾登描述了手術的每一個想像得到的的風險，里安納避免麻煩所以說他會重新考慮。然而，里安納偷偷和潘妮一起去醫院提早進行手術，但艾米最終向薛爾登洩漏出秘密。薛爾登出現在等候室，醫院在這時發生輕微地震。他擔心里安納，於是跑向手術室卻撞到了玻璃門。第二天，里安納和薛爾登二人鼻子帶著繃帶回家了。里安納取笑薛爾登只是因為真的愛他才這樣做。後來，薛爾登打開了他為里安納和他自己訂購的刻字骨灰甕。然而，薛爾登讓它們刻上了病態的信息，因此無法退還。與此同時，雷傑為父母的40週年結婚紀念日尋找禮物而煩惱，直到他得知父母要離婚而父親搬出去了。雷傑說這些年來父母間的小事引起了相互的怨恨。伯納黛特和霍華德努力讓他振作起來，但伯納黛特擔心她的婚姻也會遭遇同樣的命運。霍華德和伯納黛特試圖對彼此說積極的話，但卻陷入了充滿諷刺的爭吵。 標題出處: 里安納違背了薛爾登的意願進行了鼻中隔彎曲手術。 |             |                                                  |               | |                |           |                       |
| 169 | 10          | 香檳的深思 The Champagne Reflection              | 馬克·森卓斯基 | 故事：史蒂文·莫拉羅、塔拉·埃爾南德斯 大衛·薩爾茨伯格博士 劇本：占·雷諾茲、史提夫·霍蘭德、戴夫·格奇                                                  | 2014年11月20日 | 4X6760    | 16.61                 |
| 里安納、雷傑和霍華德清理已故的羅傑·阿博特教授的辦公室，並找到一瓶阿博特教授母親在50年前給他，要“在他第一次偉大的科學發現後打開”的香檳。阿博特教授的同事夏普教授透露，那一本充滿數字的日記只是阿博特教授的食物卡路里日記：他相信通過控制自己的卡路里攝入量可以長生不老。男孩們意識到並不是每個科學家都能有偉大的發現，並決心在他們中的任何一個有科學發現時“以羅傑的名義”喝香檳。薛爾登準備了他的最後一集《旗幟的樂趣》，並回顧了該系列的精彩部分，包括艾米打扮成袋鼠，薛爾登打扮成贝特西·罗斯，並與巴里·克里普克一起玩“是旗幟，不是旗幟”。薛爾登的最後一位來賓是勒瓦爾·伯頓。第一個評論說他會想念該系列，導致薛爾登計劃將《旗幟的樂趣》復興並在里安納面前打開羅傑的香檳。潘妮和伯納黛特參加了他們製藥公司的宴會。在潘妮讓伯納黛特意識到她一直在口頭上欺負別人後，她向害怕她的老闆丹道歉，並在聽到她如何冒犯同事時哭了起來。丹感覺很糟糕，因而繼續滿足伯納黛特的願望。 標題出處: 里安納、雷傑和霍華德在找到一位已故同事“用來慶祝重大突破”的香檳時，考慮他們自己的職業生涯。 |             |                                                  |               | |                |           |                       |
| 170 | 11          | 無塵室的滲透 The Clean Room Infiltration         | 馬克·森卓斯基 | 故事：瑪麗亞·法拉利、塔拉·埃爾南德斯、傑里米·豪 劇本：艾力·卡普蘭、占·雷諾茲、史提夫·霍蘭德                                                         | 2014年12月11日 | 4X6761    | 18.49                 |
| 雷傑將無法主持聖誕晚宴，因為他的父親要來城市並且對離婚感到沮喪。艾米改為舉辦维多利亚时代的聖誕晚宴，然而她的傳統派對遊戲使每個人覺得無聊透頂。薛爾登和艾米已經同意不交換禮物，但薛爾登還是決定送她一份，作為強迫他參加晚宴和在槲寄生下當眾親吻他的報復。伯納黛特帶薛爾登去購物中心，在那裡他與聖誕老人合影得到照片，將其放進一個給艾米的個性化聖誕信息相框。令薛爾登驚訝的是，艾米喜歡這份禮物，並送了他一盒用他祖母的食譜製作的聖誕餅乾，他們二人皆開心，又讓薛爾登對聖誕節送禮物的精神覺得驚奇。與此同時，當里安納和霍華德完成實驗準備離開無塵室時，一隻鴿子飛了進來。即使在雷傑的幫助下，他們也無法將這隻鴿子弄走。霍華德使用滅火器的強勁氣流意外傷害了鴿子，他感到非常沮喪。里安納告訴他如何急救；然而，一隻烏鴉也飛了進來。霍華德和里安納同意一起承擔毀壞無塵室的責任，直到潘妮說服他們從無塵室登記表上抹去他們的名字並離開。 標題出處: 兩隻鳥侵入了里安納和霍華德用於實驗的無塵室。 |             |                                                  |               | |                |           |                       |
| 171 | 12          | 太空探測器的解體 The Space Probe Disintegration  | 馬克·森卓斯基 | 故事：瑪麗亞·法拉利、塔拉·埃爾南德斯、傑里米·豪 劇本：艾力·卡普蘭、占·雷諾茲、史提夫·霍蘭德                                                         | 2015年1月8日   | 4X6762    | 18.11                 |
| 薛爾登和里安納在玩桌上遊戲很開心，直到艾米和潘妮說她們厭倦了做男孩們想做的事。女孩們想做一些男孩們討厭的事情，所以薛爾登建議去買衣服。在等待期間，薛爾登提到他知道如何妥協，因為他為里安納所做的一切都是妥協，包括仍然讓里安納開車送他（里安納實際上討厭這樣做），儘管艾米正在教他開車。里安納反駁說，他經常為難相處的薛爾登做出更多的妥協，並且因為薛爾登，他沒有和未婚妻潘妮住在一起。薛爾登含淚道歉，表示他意識到自己的問題有多大，以及里安納的離開會給他帶來多大的打擊，導致他們都崩潰而哭了。他們最後決定里安納應該逐漸搬出去，薛爾登同意他可以每週在潘妮家住一晚，以及當他不在家的時候能夠吹口哨。里安納當晚在潘妮家過夜，而薛爾登則睡在她的沙發上。與此同時，雷傑九年前發射的新视野号太空探測器將被激活，他現在的壓力非常大。他與霍華德和伯納黛特一起度過一天，然後帶著霍華德去印度教寺廟，霍華德最初對科學家雷傑依賴宗教感到驚訝。雷傑憤怒地斥責一個不小心撞到他車門的人，但聽到他的太空探測器沒問題後馬上冷靜下來。 標題出處: 雷傑對九年前發射的新視野號太空探測器感到焦慮。 |             |                                                  |               | |                |           |                       |
| 172 | 13          | 焦慮的優化 The Anxiety Optimization              | 馬克·森卓斯基 | 故事：艾力·卡普蘭、瑪麗亞·法拉利、亞當·法伯曼 劇本：占·雷諾茲、史提夫·霍蘭德、塔拉·埃爾南德斯                                                       | 2015年1月29日  | 4X6763    | 17.25                 |
| 薛爾登在他的暗物質質子衰變研究中遇到阻滯。在潘妮說她會做討厭的健身計劃激勵自己後，薛爾登試圖在工作時對自己的焦慮水平做同樣的事情。當薛爾登要求男孩們激怒他時，他們非常享受，而當他試圖聆聽女孩們“愚蠢的對話”時，他惹惱了她們。薛爾登變得筋疲力盡，並且產生了幻覺。當他在約會之夜專注於研究和焦慮水平時，沮喪的艾米把他趕出了公寓。在回家的巴士上他産生幻覺，看到一個犰狳和艾萨克·牛顿的混合體男人。回到家後，里安納和潘妮唱《軟軟貓咪》讓疲憊的薛爾登入睡。在休息過後薛爾登終於能夠繼續他的研究了。與此同時，霍華德發明了一款名為“艾蜜莉或肉桂”的遊戲，其他朋友試圖猜測雷傑的一句尷尬說話是對他的女朋友還是對他的狗說的。雷傑很生氣，但艾蜜莉對此表示沒問題，並認為雷傑的體貼很性感，直到她親吻雷傑，他嘴裡的狗毛令她厭惡。 標題出處: 薛爾登尋求完美的焦慮水平來激發他的研究突破。 |             |                                                  |               | |                |           |                       |
| 173 | 14          | 網絡白目的顯現 The Troll Manifestation           | 馬克·森卓斯基 | 故事：史蒂文·莫拉羅、艾力·卡普蘭、塔拉·埃爾南德斯 劇本：占·雷諾茲、史提夫·霍蘭德、瑪麗亞·法拉利                                                     | 2015年2月5日   | 4X6765    | 17.09                 |
| 里安納有一個關於超流體真空理論的啟發，並向薛爾登提出他的理論，薛爾登對此表示贊同。薛爾登寫了一篇關於他們工作成果的論文，然後他們一起發佈了一篇網上論文。該論文很受不同學家的歡迎，除了一位發表貶低評論的網路白目外。薛爾登向這個人發起挑戰，但當那個人試圖與他視像通話時薛爾登感到驚慌。里安納和薛爾登決定為自己挺身而出，當他們的那個網絡白目被揭露為史蒂芬·霍金教授時，他們驚呆了。霍金實際上很喜歡他們的論文，只是出於無聊而發表了負面評論。與此同時，在潘妮的公寓裡，女孩們整晚都在互相讓對方難堪：首先是看糟糕的大猩猩電影，這是潘妮最後的演戲工作；然後潘妮找到年輕的伯納黛特參加選美比賽的影片；最後，伯納黛特洩露了艾米關於她和薛爾登的《草原上的小屋》主題的浪漫同人小說。當她們投入到這個故事時，她們發現內容好像有點“過頭”了。里安納也喜歡潘妮讀這本同人小說給他聽，但在讀到性愛場面前就要求停下來了。 標題出處: 一個網絡白目對里安納和薛爾登的網上研究論文發表討厭的評論。 |             |                                                  |               | |                |           |                       |
| 174 | 15          | 漫畫書店的再生 The Comic Book Store Regeneration | 馬克·森卓斯基 | 故事：占·雷諾茲、瑪麗亞·法拉利、傑里米·豪 劇本：史蒂文·莫拉羅、艾力·卡普蘭、史提夫·霍蘭德                                                           | 2015年2月19日  | 4X6764    | 17.49                 |
| 巴里·克里普克前來感謝艾米為他的弦理論研究提供想法，這讓薛爾登感到煩擾，因為在他研究弦論時艾米從未幫助過他。薛爾登向潘妮抱怨，潘妮告訴他“罷休”。然而，薛爾登透露艾米正在秘密地對潘妮和里安納進行實驗，並將他們的結果與黑猩猩的結果進行比較，這激怒了潘妮。里安納和雷傑在一家熟食店遇到内森·菲利安，但他否認自己是演員，這樣他就可以安心吃飯了。後來，他承認了自己的身份，並提出可以和他們合照。雷傑現在懷疑他是否是真正的內森·菲利安，他提出問題以驗證他的身份，但結果惹惱了他。斯圖爾特重開了他新裝修的漫畫書店，除了霍華德之外，其他人都很喜歡，因為霍華德發現他把母親的一些家具搬來使用。然而，所有爭論都結束了，因為霍華德接到來自佛羅里達州的電話消息，他的母親探親期間在睡夢中去世。每個人都安慰霍華德，包括知道失去家人的感覺的薛爾登。在霍華德和伯納黛特前往佛羅里達後，大夥們聚在一起紀念和路威茲夫人並舉杯敬酒，里安納稱她為“我們所有人的慈母”。 標題出處: 斯圖爾特漫畫書店的重新開業。和路威茲夫人去世前為漫畫書店提供資金和家具，使漫畫書店得以“再生”。 |             |                                                  |               | |                |           |                       |
| 175 | 16          | 親密關係的加速 The Intimacy Acceleration         | 馬克·森卓斯基 | 故事：戴夫·格奇、艾力·卡普蘭、塔拉·埃爾南德斯 劇本：史蒂文·莫拉羅、占·雷諾茲、史提夫·霍蘭德                                                         | 2015年2月26日  | 4X6766    | 16.67                 |
| 艾米留意到一個實驗，聲稱兩個人可以通過問對方一些私人問題並凝視對方的眼睛四分鐘來墜入愛河。潘妮和薛爾登在她的公寓裡嘗試一下。潘妮透露她希望自己和她的朋友一樣聰明，薛爾登則希望他有潘妮理解社交互動的能力。當薛爾登告訴潘妮一個秘密時，他們建立了聯繫：今天是他的生日。他們沒有墜入愛河，而是愉快地反思他們的友誼。薛爾登回家後，他的朋友們為他舉辦了一個驚喜派對，這讓他大吃一驚。雷傑、艾蜜莉、里安納和艾米去玩密室逃脱，參與者必須解開謎題才能走出房間。四人利用他們的科學技能在六分鐘內解開所有謎題後感到失望。與此同時，霍華德和伯納黛特從佛羅里達州霍華德母親的葬禮回來後正在機場，他們對航空公司丟失了她的骨灰感到憤怒。霍華德感到內疚，因為他故意拒絕開車送母親上飛機，失去與母親共度最後時光的機會。當她的骨灰被找回時，霍華德鬆了一口氣，但伯納黛特擔心他會將其放在他們的臥室裡。 標題出處: 潘妮和薛爾登進行的情感親密度測試。 |             |                                                  |               | |                |           |                       |
| 176 | 17          | 殖民的申請 The Colonization Application          | 馬克·森卓斯基 | 故事：戴夫·格奇、占·雷諾茲、塔拉·埃爾南德斯 劇本：史蒂文·莫拉羅、艾力·卡普蘭、瑪麗亞·法拉利                                                         | 2015年3月5日   | 4X6767    | 18.17                 |
| 薛爾登和艾米決定買一隻寵物龜來增進他們的關係。然而，薛爾登在寵物龜咬了他之後改變了主意，而艾米得知薛爾登沒有諮詢她的意見就申請殖民火星時感覺受傷害。薛爾登不明白為什麼她不能支持這個機會，但艾米讓他意識到她希望一起規劃未來。他們同意以情侶身份再次提出申請，而且覺得很有趣，因為如果他們在那裡有孩子，他們的孩子就會是實際上的“火星人”。里安納為自己和潘妮買了人體彩繪油和一塊畫布來在上面做愛。他們對最初的結果感到失望，但首次失敗激勵他們“做出”更好的作品。他們決定把畫布送給薛爾登，並告訴他是威廉·夏特纳畫的。與此同時，艾蜜莉把雷傑一個人留在她的公寓裡，他在窺探時弄壞了一個抽屜。霍華德和伯納黛特通過視像對話幫忙，但雷傑仍未能解決這個問題。艾蜜莉很生氣，但很快就原諒了雷傑，並通過嚇唬他認為她的壁櫥裡有什麼病態的東西來報復。 注意: 本集結尾的“虛榮卡”向2015年2月27日去世的伦纳德·尼莫伊致敬。 標題出處: 薛爾登申請火星一號計劃。 |             |                                                  |               | |                |           |                       |
| 177 | 18          | 剩菜的熱化 The Leftover Thermalization           | 馬克·森卓斯基 | 故事：史蒂文·莫拉羅、瑪麗亞·法拉利、傑里米·豪 劇本：艾力·卡普蘭、占·雷諾茲、史提夫·霍蘭德                                                           | 2015年3月12日  | 4X6768    | 18.13                 |
| 《科学美国人》稱讚里安納和薛爾登共同撰寫的論文，但遺漏了里安納的名字。薛爾登沒能因遺漏而安慰里安納，而潘妮則試圖通過在網上為里安納買東西來讓他振作起來。與此同時，霍華德、伯納黛特和雷傑來到霍華德母親的家，搬走她的一些物品，卻被斯圖爾特告知停電了。心煩意亂的霍華德意識到他母親做的最後一道食物會在冰箱裡解凍並被毀掉。他決定邀請他的朋友們一起吃，這樣就好像他母親餵了大家最後一次一樣。晚宴上，薛爾登和里安納爭論一個想法的靈感更重要還是執行更重要。伯納黛特把薛爾登和里安納帶到另一個房間，斥責他們吵架，以及對最近母親去世的霍華德不體貼。霍華德說伯納黛特的叫喊聲與他母親的叫聲相似，其他人則稱沒有聽到。最後，每個人都因吃得飽飽的而在房子周圍懶洋洋地躺著。大夥們在聽到《今日物理》在論文中提到里安納的名字時表達了輕微的興奮，但當伯納黛特發現更多的Tums（抗胃酸咀嚼鈣片）時，他們則超級興奮。 標題出處: 如果不煮熟，所有剩菜都會變質。 |             |                                                  |               | |                |           |                       |
| 178 | 19          | 天行者的侵入 The Skywalker Incursion             | 馬克·森卓斯基 | 故事：占·雷諾茲、塔拉·埃爾南德斯、傑里米·豪 劇本：史蒂文·莫拉羅、史提夫·霍蘭德、瑪麗亞·法拉利                                                       | 2015年4月2日   | 4X6769    | 16.89                 |
| 薛爾登和里安納將前往柏克萊大學就他們共同撰寫的論文發表演講。因為有多餘時間，他們決定開車經過天行者牧場，但薛爾登想進去，他希望能見到乔治·卢卡斯。他們穿過前門，薛爾登計劃對保安撒謊，但里安納選擇告訴真相。薛爾登決定下車跑進去，卻被泰瑟擊中。他們被警告放行，並被禁止再次返回。在家裡，里安納一開始很生氣，但承認這是一次有趣的冒險，因為他很高興看到薛爾登被電擊。與此同時，大夥們的其他成員正在清理和路威茲夫人的房子以進行舊貨出售。他們因決定是否出售霍華德的《異世奇人》TARDIS而爭議。他們同意通過一場乒乓球比賽來決定其命運，潘妮為伯納黛特效力，雷傑則為霍華德效力。潘妮開始輸球，因此伯納黛特讓雷傑為她效力，而艾米為霍華德效力。艾米即將獲勝，直到伯納黛特說她可以利用TARDIS的門欺騙薛爾登進入她的臥室。艾米照做了，但當薛爾登裝扮成第四任博士跑進她的臥室時，她感到很失望。 標題出處: 薛爾登和里安納闖入天行者牧場。 |             |                                                  |               | |                |           |                       |
| 179 | 20          | 堡壘的執行 The Fortification Implementation      | 馬克·森卓斯基 | 故事：占·雷諾茲、薩拉丁·帕特森（Saladin Patterson）、塔拉·埃爾南德斯 劇本：史蒂文·莫拉羅、史提夫·霍蘭德、瑪麗亞·法拉利                              | 2015年4月9日   | 4X6770    | 16.78                 |
| 薛爾登很沮喪，因為他被在理查德·費曼家中舉行的一個研討會排除在外。在約會之夜，他向艾米提到他的兄弟姐妹是如何讓他在小時候無法一起建造毛毯堡壘。他們決定在客廳裡建造自己的堡壘，薛爾登玩得很開心，他同意讓艾米和他一起度過他們的第一個晚上，理所當然只是柏拉圖式的過夜。原來為了以防萬一，艾米預先在公寓裡留下了一個過夜套件。威爾·惠頓在他的Podcast上讓潘妮談論他們一起合作的糟糕的電影《連環殺人猿2：猴見猴殺》。凯文·史密斯打電話給潘妮為《瘋狂店員3》試鏡。里安納對潘妮有著良好且穩定的製藥工作仍冒險並不感到興奮，當他得知她的收入是他的兩倍並且比他更成熟時，他目瞪口呆了。霍華德現在擁有他母親的房子，因為他的父親山姆在沒有聯繫他的情況下簽署了放棄文件。在與雷傑和伯納黛特討論未來計劃時，霍華德被同父異母的兄弟喬什拜訪感到震驚。 標題出處: 薛爾登和艾米建造了一座毛毯堡壘。 |             |                                                  |               | |                |           |                       |
| 180 | 21          | 溝通的惡化 The Communication Deterioration       | 馬克·森卓斯基 | 故事：戴夫·格奇、史提夫·霍蘭德、傑里米·豪 劇本：史蒂文·莫拉羅、艾力·卡普蘭、占·雷諾茲                                                               | 2015年4月16日  | 4X6771    | 16.02                 |
| 雷傑正在為NASA提出一項提案，以設計一種與外星智能生物交流的方法。雷傑向男孩們徵求意見，薛爾登和霍華德試圖主導，所以他只邀請里安納和他一起工作。兩人意識到薛爾登和霍華德的想法很好，並最終請求他們一起合作。潘妮不確定她是否應該冒著有穩定的職業的風險去再次演戲，於是向薛爾登尋求建議。起初薛爾登不告訴她該怎麼做，因為人們認為他控制欲太強。潘妮用薛爾登對火車的熱愛做一個比喻，讓他說她應該去試鏡，但先不要決定任何重大的職業轉變。樂觀的潘妮去試鏡，卻只被回憶起其他女演員有多麼心胸狹窄。潘妮感謝伯納黛特為她提供了一份出色的製藥工作，並在伯納黛特的敦促下帶她和艾米共進晚餐。 標題出處: 由於雷傑的項目和與外星人交流的嘗試，男孩們之間的交流中斷。 |             |                                                  |               | |                |           |                       |
| 181 | 22          | 畢業的傳輸 The Graduation Transmission           | 安東尼·里奇   | 故事：查克·洛爾、戴夫·格奇、安東尼·德爾·布羅科洛 劇本：史蒂文·莫拉羅、史提夫·霍蘭德、艾力·卡普蘭                                                    | 2015年4月23日  | 4X6772    | 16.63                 |
| 里安納被邀請在他位於新泽西州的高中母校發表畢業演講，他很高興能帶上潘妮；然而，由於天氣惡劣，他們的航班被取消了。潘妮與學校溝通後安排在Skype上直播里安納的演講，並為他買了畢業帽和長袍作為一套“性感的畢業生”服裝。里安納的演講一開始很無聊，所以他換個話題反思自己的高中生活。他向聰明而被遺忘的孩子解釋說，他們畢業後，世界會發現他們比受歡迎的學生更有趣。雷傑買了一架四轴飞行器（無人機），但無法讓其運行，所以他把其帶給霍華德和薛爾登修理。雷傑的父親對無人機的價錢感到憤怒，因此他切斷了雷傑的零用錢；然而，雷傑利用他父母的離婚讓他們倆分別給他寄更多錢。霍華德將無人機拆開修理，但仍無法讓其運行。在伯納黛特的建議下，男孩們不情願地打電話給技术支持。在打電話時，無人機在收到隨機信號後自動激活，並在公寓周圍瘋狂飛行，使每個人驚恐不安，並在無人機的攝像機上捕捉到霍華德、薛爾登、雷傑和伯納黛特驚恐的表情。 標題出處: 里安納的演講通過Skype傳輸。 |             |                                                  |               | |                |           |                       |
| 182 | 23          | 母體的燃燒 The Maternal Combustion               | 安東尼·里奇   | 故事：史蒂文·莫拉羅、塔拉·埃爾南德斯、傑里米·豪 劇本：查克·洛爾、占·雷諾茲、瑪麗亞·法拉利                                                           | 2015年4月30日  | 4X6773    | 15.85                 |
| 薛爾登和里安納因為他們一起寫的論文而獲獎，他們的母親都來到城裡參加頒獎典禮。兩位母親都專注於薛爾登，讓里安納嫉妒。當薛爾登聲稱潘妮的訂婚戒指實際上是回收和重新切割的鑽頭鑽石時，里安納也很惱火。貝弗利想知道為什麼里安納和潘妮沒有確定結婚日期，而瑪麗卻認為他們可以慢慢決定。在貝弗利將瑪麗的宗教信仰描述為迷信之後，母親們也陷入了爭論。貝弗利後來向薛爾登反映，也許除了她的方式之外，還有其他更好的方式來撫養孩子。母親們和好，貝弗利試圖通過擁抱里安納來表達愛意，儘管這對他們倆來說都很尷尬。與此同時，霍華德和伯納黛特搬進了和路威茲夫人的房子，而斯圖爾特也住在那裡。伯納黛特厭倦了兩人和雷傑懶洋洋的，所以她讓他們打掃廚房。雷傑向霍華德指出，伯納黛特的舉止就像霍華德的母親。霍華德試圖像成年人一樣打掃廚房，但他做得很差。三人一邊唱著《安妮（音樂劇）》中的“It's the Hard Knock Life”一邊繼續打掃衛生。 標題出處: 薛爾登和里安納的母親之間的爭吵。 |             |                                                  |               | |                |           |                       |
| 183 | 24          | 承諾的決定 The Commitment Determination          | 馬克·森卓斯基 | 故事：查克·洛爾、占·雷諾茲、瑪麗亞·法拉利 劇本：史蒂文·莫拉羅、史提夫·霍蘭德、艾力·卡普蘭                                                           | 2015年5月7日   | 4X6774    | 17.64                 |
| 在他們第一次約會五週年之際，薛爾登通過爭論他是否應該觀看《閃電俠》而不是專注於她而冒犯了艾米，艾米也想知道他們的關係將走向何方。薛爾登不明白為什麼大家都認為他們的關係進展得太慢了，指出里安納和潘妮已經好幾個月沒有討論他們的婚禮計劃了。艾米告訴薛爾登，她需要從這段關係中休息一下，並弄清楚該怎麼做，讓薛爾登不確定如何處理他準備好給她的订婚戒指。在轉移了薛爾登的問題之後，里安納和潘妮決定在拉斯维加斯私奔。在開車到那裡時，里安納承認兩年前他在北海的船上醉酒地親吻了另一個女人。潘妮很不高興，但仍然原諒了他，因為他們當時還沒有訂婚。霍華德和伯納黛特希望斯圖爾特搬出去，但總是找個理由不提起。他們終於鼓起勇氣告訴他，當他們意識到今天是他的生日時立即退縮。雷傑被艾蜜莉最新的病態想法嚇壞了：在墓地做愛。在那裡野餐時，雷傑說他們是非常不同的人並想提出分手，但當艾蜜莉面對他時，他反而說他愛她。 標題出處: 情侶們對未來的決定和斯圖爾特的生活安排。 |             |                                                  |               | |                |           |                       |